# Brzyska (gmina)
Pour la localité, voir Brzyska.
Brzyska [ˈbʐɨska] est une commune rurale de la Voïvodie des Basses-Carpates et du powiat de Jasło. Elle s'étend sur 45,1 km2 et comptait 6 287 habitants en 2010.
Elle se situe à environ 12 kilomètres au nord-ouest de Jasło et à 50 kilomètres au sud-ouest de Rzeszów, la capitale régionale.